# Леплевский, Израиль Моисеевич
Изра́иль Моисе́евич Лепле́вский (1896, Брест-Литовск, Российская империя — 28 июля 1938, расстрельный полигон «Коммунарка», Московская область, РСФСР, СССР) — руководящий сотрудник органов ОГПУ-НКВД СССР, комиссар государственной безопасности 2-го ранга (26 ноября 1935). Начальник Особого отдела ГУГБ НКВД СССР. Народный комиссар внутренних дел Украинской ССР (1937—1938). Расстрелян в 1938 году. Признан не подлежащим реабилитации.

## Биография
Родился в еврейской рабочей семье.
С 1910 по 1914 год член Бунда. Состоял в РСДРП(б) с февраля 1917 года.
Участник Первой мировой войны.
В 1917—1918 гг. — член Екатеринославской военной организации РСДРП(б).
В органах ВЧК-ГПУ-НКВД с 1918 года: в 1918—1919 гг. — регистратор оружия, заведующий Секретно-оперативным отделом Саратовской губернской ЧК, в августе-декабре 1919 года — на подпольной работе в Екатеринославе.
В 1919—1922 гг. — уполномоченный I-й группы, член коллегии, помощник заведующего, заведующий Секретно-оперативным отделом, заведующий Особым отделом, врио начальника Активной части, заведующий Секретно-оперативной частью, заместитель председателя, заведующий Административно-организационным отделом Екатеринославской губернской ЧК — губернского отдела ГПУ.
- 1922—1923 гг. — начальник Екатеринославского губернского отдела ГПУ.
- 1923—1925 гг. — начальник Подольского губернского отдела ГПУ.
- 1923—1924 гг. — ответственный секретарь Подольского губернского комитета КП(б) Украины.
- 1925—1929 гг. — начальник Одесского окружного отдела ГПУ. Один из главных фальсификаторов дела «Весна»[1].
- 1927—1929 гг. — начальник и военком 26-го пограничного отряда ОГПУ.
- 1925—1931 гг. — член коллегии ГПУ при СНК Украинской ССР.
- июль-декабрь 1929 года — заместитель начальника Секретно-оперативного управления ГПУ при СНК Украинской ССР.
- 1929—1931 гг. — начальник Секретно-оперативного управления ГПУ при СНК Украинской ССР.
- 1930—1931 гг. — начальник Особого отдела Украинского военного округа.
- август-ноябрь 1931 года — заместитель начальника Особого отдела ОГПУ при СНК СССР.
- 1931—1933 гг. — начальник Особого отдела ОГПУ при СНК СССР.
- 1933—1934 гг. — заместитель председателя ГПУ при СНК Украинской ССР.
- январь-июль 1934 года — полномочный представитель ОГПУ при СНК СССР по Саратовскому краю.
- июль-декабрь 1934 года — начальник Управления НКВД по Саратовскому краю.

Затем — на руководящей работе в центральных и республиканских структурах органов государственной безопасности:
- 1934—1936 гг. — народный комиссар внутренних Белорусской ССР,
- ноябрь 1936— июнь 1937 гг. — начальник Особого — V-го отдела ГУГБ НКВД СССР,
- июнь 1937—январь 1938 гг. — народный комиссар внутренних дел Украинской ССР,
- январь-март 1938 года — начальник VI-го (Транспортного) отдела ГУГБ НКВД СССР,
- март-апрель 1938 года — начальник I-го отдела (ж.д. транспорт — ДТО НКВД) III-го Управления НКВД СССР, заместитель начальника III-го Управления НКВД СССР,
- апрель 1938 года — начальник III-го Управления (транспорт и связь) НКВД СССР.

Комиссар государственной безопасности II-го ранга.
Наряду с Н. И. Ежовым и М. П. Фриновским — один из главных фальсификаторов т. н. «дела военно-фашистского заговора в РККА» , приведшего к массовым арестам и расстрелам высшего командного состава РККА в 1937—1938 гг. Один из организаторов Третьего московского процесса в марте 1938 г. После судебного процесса над маршалом М. Н. Тухачевским и рядом его подчиненных по НКО СССР и их расстреле 14 июня 1937 г. направлен в Киев наркомом НКВД Украинской ССР. Организатор масштабных арестов в рамках «удара по право-троцкистскому подполью» по всей республике, вследствие чего в августе 1937 г. работу наркомата проверяла комиссия из Москвы во главе с заместителем Ежова Л. Н. Бельским. Кроме того, имея личные счеты со своим бывшим начальником В. А. Балицким, провел массовые аресты и расстрелы личного состава УГБ НКВД УкрССР . В ходе проведения национальных операций (польской и немецкой) в республике ставился в пример другим наркомам и начальникам НКВД и УНКВД. По свидетельству майора ГБ З. М. Ушакова, Леплевского опасался сам Н. И. Ежов.
В декабре 1937 г. был избран депутатом Верховного Совета СССР 1-го созыва.
26 апреля 1938 г., будучи в должности начальника 3-го Управления НКВД СССР, арестован без санкции прокурора и постановления о возбуждении уголовного дела (по «показаниям» своего ст. брата заместителя Прокурора ССР Г. Леплевского и одного из бывших лидеров «правого уклона» в ВКП(б) В. В. Шмидта). На следствии в 4 отделе ГУГБ НКВД СССР признал себя виновным в участии в к.-р. организации правых на Украине и в Белоруссии в должности наркома НКВД, получении инструкций от Рыкова А. И., Рудзутака Я. Э. и Шмидта В. В., смазывании раскрытия правого и троцкистского подполья, массовых репрессиях с целью настроить граждан против Советской власти, работе по инструкциям и указаниям польского агента Косиора С. В.». Внесен в список «Москва-центр» от 26 июля 1938 г. по 1-й категории («за» Сталин и Молотов). Полностью подтвердил свои «показания» на заседании Военной коллегии ВС СССР 28 июля 1938 г. В последнем слове просил сохранить ему жизнь, указывая на «положительную работу в органах ОГПУ-НКВД». Суд продлился 20 минут. Приговорен к расстрелу  по ст.ст. 58-8 ("террор"), 58-11 ("участие в антисоветской организации в НКВД СССР") и лишению спецзвания комиссара ГБ 2 ранга. Расстрелян в тот же день вместе с группой бывших известных военных чинов РККА и ВМФ, партийно-хозяйственных кадров и коллегами по НКВД Т. Д. Дерибасом, П. Ф. Булахом и Л. Д. Вулем. Место захоронения — Московская обл.,  спецобъект НКВД «Коммунарка».
По вердикту Главной военной прокуратуры СССР от 29 мая 1957 г. признан «осужденным без должных оснований, однако принимая во внимание допущение Леплевским И. М. массовых необоснованных арестов советских граждан и фальсификацию на них уголовных дел, оснований для посмертной реабилитации не найдено». 9 июля 2013 г. Судебной коллегией по делам военнослужащих Верховного суда РФ признан не подлежащим реабилитации.

## Семья
Старший брат — Леплевский, Григорий (Гирш) Моисеевич (1.5.1889 г., Брест-Литовск — 29 июля 1938 г., Москва, «Коммунарка») также участвовал в революционном движении, вначале как член Бунда, позже — член РСДРП(б) с февраля 1917 г. На момент ареста занимал пост помощника Прокурора СССР. Арестован 10 марта 1938 г. Внесен в список «Москва-центр» от 27 июля 1938 г. вместе с братом по 1-й категории. Осужден к высшей мере наказания 29 июля 1938 г. приговором ВКВС СССР по обвинению в «участии в контрреволюционной террористической организации в органах Прокуратуры СССР». Расстрелян в тот же день вместе с группой известных партийно-государственных деятелей СССР и крупных военачальников РККА. Место захоронения — Московская область, спецобъект НКВД «Коммунарка». Реабилитирован посмертно 3 декабря 1957 г. определением ВКВС СССР.
Сын: Михаил Леплевский.

## Награды
Знак «Почетный работник ВЧК—ГПУ (V)» № 142 1922;
орден Красного Знамени № 12539 (приказ РВС СССР № 100 1924) (лишен посмертно Указом Президиума Верховного совета СССР от 24.1.1941 г.);
орден Красного Знамени  № 82 (17.09.1932) (лишен посмертно Указом Президиума Верховного совета СССР от 24.1.1941г.);
знак «Почетный работник ВЧК—ГПУ (XV)» (20.12.1932);
орден Красной Звезды (14.02.1936) (приказ РВС СССР № 100) 1924 (лишен посмертно Указом Президиума Верховного совета СССР от 24.1.1941 г.);
орден Ленина (22.07.1937) (лишен посмертно Указом Президиума Верховного совета СССР от 24.1.1941 г.);
медаль «XX лет РККА» (22.02.1938).